# ماريا روزا غالفيز دي كابريرا
ماريا روزا غالفيز دي كابريرا (بالإسبانية: María Rosa Gálvez) (14 أغسطس 1768، مالقة في إسبانيا - 2 أكتوبر 1806، مدريد في إسبانيا)؛ كاتِبة وشاعرة إسبانية.

## روابط خارجية
- ماريا روزا غالفيز دي كابريرا على موقع الموسوعة البريطانية (الإنجليزية)